# Corona radiata (cerebro)
En neuroanatomía, la corona radiata o corona radiante en una región del cerebro formada por fibras nerviosas (sustancia blanca) que comunican la cápsula interna con la corteza cerebral, recibe su nombre porque las fibras se proyectan formando una estructura que recuerda a una corona. La corona radiata de cada hemisferio cerebral se conecta a la opuesta mediante una estructura llamada cuerpo calloso, las fibras de la corona radiata convergen hacia el interior del cerebro donde forman la estructura conocida como cápsula interna.

El cuerpo calloso, coloreado de rojo, conecta la corona radiata de los hemisferios cerebrales derecho e izquierdo.